# یواس‌اس کرمیت روزولت (ای‌آرجی-۱۶)
یواس‌اس کرمیت روزولت (ای‌آرجی-۱۶) (به انگلیسی: USS Kermit Roosevelt (ARG-16)) یک کشتی بود که طول آن ۴۴۱ فوت ۶ اینچ (۱۳۴٫۵۷ متر) بود. این کشتی  در سال ۱۹۴۴ ساخته شد.